# Soma (bóg)
Soma – bóstwo wedyjskie, czasami uważany za syna Pardźanjego (RV IX,82,3). 
Pierwotnie słowo soma oznaczało roślinę, z której produkowano napój, używany podczas składania ofiar. Miał dawać pijącemu nadludzką siłę. Według wierzeń hinduistów, wzrastanie somy zależało od faz księżyca. Z czasem z księżycem zaczęto utożsamiać Somę, któremu poświęcono cykl hymnów, zebranych w mandala – dziewiątej księdze Rygwedy.
Soma jest uważany za króla roślin. Bliskie mu znaczeniowo imię to Ćandra – hinduistyczne bóstwo Księżyca.  Staroindyjska nazwa poniedziałku (somavāra - sóma 'Księżyc', vāra 'dzień tygodnia') pochodzi od imienia boga Somy. Nazewnictwo to dalej jest kontynuowane w języku indyjskim (Somvār -poniedziałek). Jest to widoczny związek z nazywaniem w kręgu kultur indoeuropejskich poniedziałku, jako "dnia księżyca" (patrz np. ang. Monday, niem. Montag, łac. diēs Lūnae). Wedy zalecają wykonanie ofiary z rośliny soma, aby wyjednać u boga Somy przyzwolenie na opady deszczu. Obdarzał przyjaciółmi, końmi, słoniami i dobrą sławą.